# Spodnja Bilpa
Spodnja Bilpa je naselje u slovenskoj Općini Kočevju. Spodnja Bilpa se nalazi u pokrajini Dolenjskoj i statističkoj regiji Jugoistočnoj Sloveniji. 

## Stanovništvo
Prema popisu stanovništva iz 2002. godine naselje je imalo 4 stanovnika.